# (4695) Mediolanum
(4695) Mediolanum – planetoida z głównego pasa planetoid okrążająca Słońce w ciągu 4,36 lat w średniej odległości 2,67 au. Odkrył ją Henri Debehogne 7 września 1985 roku w Europejskim Obserwatorium Południowym. Nazwa planetoidy pochodzi od Mediolanu – miasta w północnych Włoszech.